# Раскин, Арсений Львович
Арсений Львович Раскин (12 сентября 1906 — 26 октября 1942) — советский политработник Военно-морского флота, дивизионный комиссар (3.09.1941). Комиссар военно-морской базы Ханко (1940—1941), комиссар Волжской военной флотилии (1942), начальник Политуправления Черноморского флота (июнь-октябрь 1942).
Один из руководителей Обороны Ханко в 1941 году, один из инициаторов написания Ответа защитников Ханко барону Маннергейму.

## Биография
Родился 12 сентября 1906 года в городе Керчь.
В молодости плавал по Черному морю на каботажных судах. В 1929 году призван для прохождения срочной службы в РККА. Окончив школу подводного плавания, служил мотористом на подлодке «Революционер». Во время службы вступил в ВКП(б), был избран секретарём партийной организации подводной лодки.
Во время формирования Тихоокеанского флота был переведён во Владивосток, старшина команды подводной лодки. Был избран членом, а затем секретарём партийной комиссии бригады подводных лодок. Направлен на учёбу в Военно-политическую академию имени В. И. Ленина, но в 1938 году был отозван и направлен на Черноморский флот - участвовал в перегоне с Чёрного моря на Тихоокеанский флот группы новых тральщиков. Бригадный комиссар (2.08.1939).
В 1939 году окончил академию и в декабре был назначен комиссаром 1-й бригады подводных лодок Черноморского флота.
С 1940 года — начальник отдела политической пропаганды военно-морской базы Ханко, заместитель командира базы капитана 1-го ранга С.Ф. Белоусова.
С началом Великой Отечественной войны — с 22 июля 1941 года — военный комиссар базы в звании дивизионного комиссара, один из руководителей обороны полуострова Ханко, заместитель командира базы С.И. Кабанова.
С января 1942 года по июнь 1942 года — военный комиссар Волжской военной флотилии.
С июня 1942 года — начальник политуправления Черноморского флота.
Погиб 26 октября 1942 года в результате авиакатастрофы.
Похоронен в городе Поти (в то время там находились штаб и Политуправление Черноморского флота).

## Награды
Награждён орденами Красной Звезды (21.04.1940) и Красного Знамени (13.08.1941).

## В воспоминаниях

### Роль в написании Ответа ханковцев Маннергейму
По воспоминаниям командующего базой Ханко С.И. Кабанова, именно А.Л. Расскин предложил подготовить ответ на обращение Маннергейма к личному составу базы с предложением сдаться в плен. Готовивший текст ответа литсотрудник газеты Михаил Дудин вспоминал:

Комиссар всей военно-морской базы Ханко, полковой комиссар Арсений Раскин, зайдя в редакцию, так и сказал нам с Борисом Ивановичем: — Пишите ответ! В выражениях не стесняйтесь! — И добавил, улыбаясь: — Бояться нам нечего, цензор с полуострова уже эвакуировался!
Позже, на предложение написать очерк о защите Ханко, А.Л. Расскин прислал в редакцию листовку с текстом этого ответа, считая, что этот ответ Ханковцев лучше всяких мемуаров характеризует их:

В Ульяновске я познакомился с военкомом военно-морской базы Ханко дивизионным комиссаром Арсением Львовичем Раскиным. Приятный и умный собеседник. Я попросил его написать очерк о героях Ханко хотя бы страниц на 30—40. ... И действительно, через неделю я получил пакет. Раскин писал, что его срочно направляют на выполнение важного задания и он не успел написать очерк. Взамен посылает документ, полностью отражающий думы, чаяния и боевые дела ханковцев. Это было письмо гарнизона Ханко Маннергейму, во многом напоминающее знаменитое послание запорожцев турецкому султану.— Юрий Иванович Чернов

### Характеристики
Арсений Расскин был очень молод и полностью сохранил комсомольский задор и неиссякаемую энергию южанина, вожака молодежи в Керчи. Когда-то он служил матросом на подводных лодках Тихоокеанского флота, ходил в дальние шлюпочные походы, в дни финской войны был комиссаром эскадры на Балтике. Как политический работник он был подготовлен хорошо, все время рвался в бой, как я ему ни доказывал, что нет нужды ему участвовать в схватке с врагом лично, его место, как одного из руководителей обороны, иное. Ничего не помогало.— командир военно-морской базы Ханко Кабанов С.И.
Однако, это негативное для руководителя качество — лично участвовать в операциях, позволяло комиссару знать личный состав и заслужить его доверие:

Однажды, после жестоких боев на островах, когда хирурги всех отделений, и в особенности главной операционной, сбились с ног, оперируя раненых, в наш подвал приехал Арсений Раскин. Это был высокий, широкоплечий человек. Он прошел трудный и славный путь от рядового краснофлотца до дивизионного комиссара. ... Несокрушимая воля и энергия отличали этого человека. Из ста шестидесяти трех дней обороны Ханко вряд ли был хоть один день, целиком проведенный Раскикым на КП. Он все время находился в разъездах. В самые опасные и решительный моменты боевых действий его можно было видеть на передовой линии обороны ... Не раз он принимал участие в десантных операциях сводного гранинского батальона, до глубокой осени сражавшегося у Финского побережья.

Раскин вошел в подвал, когда там происходил прием раненых. С трудом пробравшись среди расставленных на полу носилок, он спустился в осадочник, где лежали матросы, только что привезенные с островов. Ему был знаком каждый боец, так как этой ночью он сам ходил в операцию и вместе с отрядом, брал приступом укрепленные шхеры. Низко наклонив голову, он передвигался между рядами кроватей. Для каждого раненого у него находились особенные слова, и от этих слов на серых, измученных лицах появлялись дружеские улыбки.— хирург военно-морского госпиталя на Ханко Аркадий Сергеевич Коровин

## Память
- В его память в 1943 году был назван базовый тральщик Черноморского флота Т-412 «Арсений Раскин»[9].
- Его именем после войны назван тральщик Черноморского флота  проекта 266 «Арсений Раскин».
- В городе Поти в южной части города — в Дендропарке, где похоронен А. Л. Раскин, на его могиле установлен обелиск с портретом[10].
- В 2002 году в Керчи была установлена мемориальная доска в память об А. Л. Раскине.[11]